# Justinus I.
Justinus I. (450 poblíž Naissu – 1. srpna 527 Konstantinopol) byl východořímským císařem v letech 518–527 a současně zakladatelem justiniánské dynastie (518–578 resp. 602).
Justinus se narodil kolem roku 450 v okolí Naissu jako syn rolníků. V roce 470 přišel do Konstantinopole, kde vstoupil do armády. Zúčastnil se války s Peršany a obzvlášť se vyznamenal během isaurské války. Později povýšil na velitele císařské gardy (Exkubiton). Po smrti císaře Anastasia v roce 518 se Justinus dokázal prosadit proti ostatním kandidátům a v osmašedesáti letech nastoupil na trůn. Přitom se ukázal jako velice schopný a zároveň zcela bezzásadový. Již na počátku Justinovy vlády působil jako jeho rádce jeho velmi vzdělaný synovec a pozdější nástupce Justinián.
Ve vztazích s církví stavěl především na diplomacii. Korespondencí s papežem Hormisdem se mu podařilo urovnat akakiánské schizma. Tím bylo dáno jasně najevo, že znovu posílená východořímská říše nyní opět projevuje intenzivnější zájem o záležitosti na západě. V následujícím období pak církev vedená papežem Janem I. přijala zprostředkující roli mezi císařem a ostrogótským králem Theodorichem, která však selhala, když Theodorich nechal papeže zatknout kvůli obvinění, že se spojil s Římany.
Vztahy s Ostrogóty se později ještě zhoršily, když byla na Theodorichově dvoře poražena sílící procísařská strana. V této souvislosti je také nutné vidět popravu filozofa Boëthia. Současně byli od roku 523 na východě pronásledováni ariáni, což bylo v Ravenně přijímáno s nelibostí, neboť Ostrogóti vyznávali ariánství.
Doba Justinovy vlády se ne naposledy vyznačovala bojem proti Peršanům na východní hranici. Již předtím existovalo latentní napětí mezi oběma říšemi (kromě jiného kvůli neúspěchu jednání o adopci pozdějšího perského krále Husrava I. Justinem), které vyústilo někdy v letech 525/526 v boje na Kavkaze, především v oblasti Lazika. Válka však byla nerozhodná a měla pokračovat i po Justinově smrti.
K úspěchům lze řadit skutečnost, že se podařilo rozšířit křesťanství na území dnešního Jemenu. Dobré vztahy byly udržovány rovněž s arabskými a kavkazskými příhraničními kmeny. Navíc vpádům Slovanů a Avarů na Balkán se Římané v této době ještě dokázali bez obtíži ubránit.
Císař zemřel 1. srpna 527. Nástupcem se stal jeho synovec Justinián I., během jehož vlády došlo k urychlení transformace římského antického státu ve středověkou byzantskou říši. Justinova stejně jako Anastasiova vláda položila základ k pozdějšímu opětovnému rozmachu říše. Nelze ovšem přehlížet skutečnost, že za většinou rozhodnutí nevzdělaného, ale prakticky uvažujícího císaře stál Justinián, který měl na svého strýce už dlouho před jeho smrtí značný vliv. To Justinovi ostatně vytýká také historik Prokopios z Kaisareie.
Jelikož Justinus pocházel z Illyrika, byl také jedním z posledních římských císařů, jehož rodným jazykem byla latina. Jeho údajně špatná řečtina vyvolávala posměch, protože podle Prokopia měl prý k psaní vlastního jména potřebovat šablonu.